# Cirsium kosmelii
Cirsium kosmelii là một loài thực vật có hoa trong họ Cúc. Loài này được (Adams) Fisch. ex Hohen. mô tả khoa học đầu tiên năm 1833.